# Blue-Mountains-Wasserskink
Der Blue-Mountains-Wasserskink (Eulamprus leuraensis, engl. Blue Mountain Water Skink) ist eine Art der Skinke in der Familie Scincidae. Er lebt nur in Australien und ist eine vom Aussterben bedrohte Spezies.

## Beschreibung
Bei dem länglichen Skink ist die Körpermitte abgeflacht und sein attraktiver Körper ist mit rund 30 Reihen von dicht angeordneten, glatten Schuppen geschmückt. Diese Schuppen schillern und glänzen im Sonnenlicht. Zwei markante Streifen in einem gelb-bronzefarbenen Ton erstrecken sich vom Kopf über die gesamte Länge des Körpers. Die Streifen verblassen im Verlauf und enden in Punkten. Der Blue-Mountains-Wasserskink ist viel dunkler als alle seine verwandten Arten. Seine Körperfärbung ist braun bis schwarz. Sein charakteristischer braun-bronzefarbener Kopf und seine goldene Unterseite mit kleinen braunen Flecken zeichnen die Art aus. Die kurzen, kräftigen Gliedmaßen sind ebenfalls dunkel gefärbt, und mit bronzefarbenen Streifen versehen. An den vorderen und hinteren Gliedmaßen besitzt er je fünf, gut entwickelte Finger. Die durchschnittliche Kopf-Rumpf-Länge beträgt 8 cm und die durchschnittliche Schwanzlänge beträgt 16 cm. Die kleinen Tiere können ein Gewicht von bis zu 10 g erreichen.

## Verhalten
Die amphibisch lebenden Beutegreifer sind tagaktiv. Seine Beute findet der Blue-Mountains-Wasserskink in der Bodenvegetation in den Sumpfgebieten. Er ist hauptsächlich ein Insektenfresser und ernährt sich häufig von Heuschrecken und Kleinschmetterlingen. Eine Nahrungsergänzung zu ihrer tierischen Kost bilden zuweilen Pflanzenmaterial und Früchte. Die Blue-Mountains-Wasserskinke sind am aktivsten an den sonnigen Tagen zwischen September und Ende April. In den australischen Wintermonaten befinden sie sich in einem Zustand der Winterstarre. Sie überwintern in einem Bau oder in einem Nest in dichter Vegetation. Die dunkle Färbung der Blue-Mountains-Wasserskinke ist innerhalb der offenen Graslandschaft sehr auffällig und wenn sie von einem Raubtier entdeckt werden, flüchten sie in dichtes Büschel Gras oder in eine Höhle. Die Höhlungen dienen auch dazu, um sie vor Buschbränden zu schützen. Solche Vertiefungen und Bauten werden oft von anderen Tieren, z. B. dem Riesengrabfrosch (Heleioporus australiacus), angelegt. Die männlichen Exemplare haben im September und Oktober geschwollene Hoden, was darauf hindeutet, dass sich die Blue-Mountains-Wasserskinke in dieser Zeit paaren. Die Männchen ziehen die Weibchen an, indem sie bei ihrer Balz seitliche Körperbewegungen zeigen. Dabei werden sie gegenüber den anderen Männchen aggressiv, da sie mit den Konkurrenten im Kampf den Weibchen imponieren wollen.

## Verbreitung
Der Blue-Mountains-Wasserskink ist endemisch in Südost-Australien. Die Verbreitung beschränkt sich dort auf die Bereiche um die Blue Mountains und um das Newnes Plateau, die beide in NSW liegen. Es ist bekannt, dass sie an 30 Orten zu finden sind, aber es wurde noch nicht in allen Lebensräumen nach ihnen gesucht. Es wird vermutet, dass eine Population an der Boyd-Hochebene, südlich der Jenolan Caves, im Lithgow Valley südlich von Sydney, lebt. Der bevorzugte Lebensraum erstreckt sich zehn Kilometer südlich und einen Kilometer östlich von seinem südöstlichsten Punkt, was auf ein weites Vorkommen der Art schließen lässt.

## Lebensraum
Blue-Mountains-Wasserskinke bewohnen gemäßigte und hohe Erhebungen sowie Buschlandschaften mit Sträuchern und Seggen. Man findet sie aber auch in Sümpfen, die in Australien zu den seltensten Lebensräumen gehören. Die Sümpfe, die 560 Meter über dem Meeresspiegel liegen, bestehen aus sandig-torfigen Böden. Vereinzelt leben die Skinke auch im offenen Wald, Gestrüpp, Grasland, auf Heiden und auf Sandsteinböden. Die Hauptbedingung für die Lebensräume ist, dass sie eine konstante Wasserversorgung haben. Blue-Mountains-Wasserskinke bevorzugen große, pflanzenreiche Sümpfe, mit einer tiefen Streuschicht und einem stets feuchtem Untergrund. In der bevorzugten Vegetation dominieren die beiden Pflanzenarten Tetrarrhena turfosa und Baeckea linifolia.

## Gefährdung
Wegen der speziellen Ansprüche der Tiere an Flora und Fauna sowie an den Wasserhaushalt sind ihre Lebensräume begrenzt und in Australien nicht reichlich vorhanden. Gleichzeitig stehen diese Gebiete unter dem Druck der Landwirtschaft und werden wahrscheinlich Stück für Stück in Ackerland umgewandelt. Die wenigen Restbestände dieser Art leben extrem isoliert und sind daher sehr anfällig für Störungen in ihrem Lebensraum. Das Wachsen der Städte beeinträchtigt ebenfalls die Biotope, in denen Blue-Mountains-Wasserskinke ihre Rückzugsgebiete haben. Die Umweltverschmutzung durch illegale Müllentsorgung ist ein besonderes Problem an mehreren Orten, da dies zu der Zerstörung der Vegetation, durch Unkrautbefall führen kann. Erdarbeiten zur Errichtung von Abwasserrohrleitungen haben in mehreren Fällen für Zerstörung der Sedimentschicht gesorgt, so dass die Sümpfe austrocknen. Darüber hinaus werden größere Gebiete, in denen der Blue-Mountains-Wasserskink vorkommt, von Stromleitungen und Feldern durchschnitten. Kontrollierte Waldbrände und das Sprühen von Pestiziden zerstören und verseuchen diese Lebensräume.
Skinke werden auch von verwilderten Hauskatzen getötet, was eine weitere Dezimierung verursacht, da die Evolution keine Abwehrmechanismen (Abwehrinstinkte) zum Schutz vor den im 18. Jahrhundert eingeführten Fleischfressern hervorbringen konnte. Auch die eingeführten Wildschweine durchwühlen die Böden und fressen die Vegetation der Lebensräume der Blue-Mountains-Wasserskinke. Wegen dieser zahlreichen Bedrohungen zählen die Blue-Mountains-Wasserskinke zu den seltensten Skink-Arten Australiens.

## Schutz
Da um die Blue Mountains zahlreiche seltene und meist bedrohte Arten leben, ist es von großer Bedeutung, die einzigartigen Landschaften zu erhalten. Das wurde von der Regierung schon im Jahr 1959 erkannt und deshalb wurde in diesem Jahr der „Blue-Mountains-Nationalpark“ gegründet.
Um sein Überleben zu sichern ist eine Reihe von vorrangigen Maßnahmen erforderlich. Durch bessere Bewirtschaftung der städtischen Abfälle gelang es, die Ausbreitung des invasiven Unkrautes einzuschränken. Es wird auch versucht, die Verbreitung verwilderter Katzen und Wildschweine einzuschränken und ihre Anzahl zu dezimieren. Die weitere Erforschung der ökologischen Ansprüche dieser Art ist erforderlich, um weitere geeignete Lebensräume zu identifizieren und unter Schutz zu stellen. Ein Erhaltungszuchtprogramm ist auch schon in Planung, mit dem Ziel, das Verbreitungsgebiet durch das Einsetzen von Nachzuchten zu erweitern.